# Паскуаль, Хосе
Хосе Л. Паскуаль (исп. Jose L. Pascual, годы жизни неизвестны) — филиппинский шахматист, национальный мастер.
Чемпион Филиппин 1952, 1955 и 1959 гг.
За национальную сборную на крупных соревнованиях не выступал.
Сведения о биографии шахматиста крайне скудны. В базах есть только партия, которую он проиграл во время показательных выступлений Р. Фишера (сеанс одновременной игры с часами для сильнейших филиппинских шахматистов в Мералько).